# El Chilarito
El Chilarito är en ort i Mexiko.   Den ligger i kommunen Atarjea och delstaten Guanajuato, i den centrala delen av landet, 210 km norr om huvudstaden Mexico City. El Chilarito ligger 1 802 meter över havet och antalet invånare är 151.
Terrängen runt El Chilarito är huvudsakligen kuperad, men åt nordväst är den bergig. Runt El Chilarito är det ganska glesbefolkat, med 22 invånare per kvadratkilometer. Närmaste större samhälle är El Frontoncillo, 9,2 km söder om El Chilarito. Omgivningarna runt El Chilarito är i huvudsak ett öppet busklandskap.